# Unione Sportiva Pro Vercelli 2000-2001
Questa pagina raccoglie le informazioni riguardanti l'Unione Sportiva Pro Vercelli nelle competizioni ufficiali della stagione 2000-2001.

## Divise e sponsor
| 1ª divisa | 2ª divisa |

## Rosa
| N. |                   | Ruolo | Calciatore          |
| -- | ----------------- | ----- | ------------------- |
|    | Italia (bandiera) | A     | Davide Andorno      |
|    | Italia (bandiera) | D     | Cristian Bari       |
|    | Italia (bandiera) | A     | Andrea Caracciolo   |
|    | Italia (bandiera) | C     | Antonino D'Agostino |
|    | Italia (bandiera) | P     | Paolo Di Sarno      |
|    | Italia (bandiera) | C     | Simone Facchini     |
|    | Italia (bandiera) | C     | Ivan Ferretti       |
|    | Italia (bandiera) | C     | Patrizio Ficco      |
|    | Italia (bandiera) | C     | Roberto Fogli       |
|    | Italia (bandiera) | D     | Federico Lazzeri    |
|    | Italia (bandiera) | A     | Walter Mirabelli    |
|    | Italia (bandiera) | D     | Gianpaolo Motta     |

| N. |                   | Ruolo | Calciatore              |
| -- | ----------------- | ----- | ----------------------- |
|    | Italia (bandiera) | D     | Stefano Motta           |
|    | Italia (bandiera) | D     | Raffaele Panzanaro      |
|    | Italia (bandiera) | C     | Alessandro Parente      |
|    | Italia (bandiera) | D     | Ferdinando Passariello  |
|    | Italia (bandiera) | A     | Massimo Sala            |
|    | Italia (bandiera) | C     | Adolfo Daniele Speranza |
|    | Italia (bandiera) | C     | Stefano Turi            |
|    | Italia (bandiera) | A     | Fabio Valsesia          |
|    | Italia (bandiera) | C     | Francesco Varrenti      |
|    | Italia (bandiera) | D     | Filippo Vianello        |
|    | Italia (bandiera) | D     | Marco Zaninelli         |